# Reserva Natural de Kronotsky
A Reserva Natural de Kronotsky (em russo: Кроноцкий) é uma área protegida reservada para o estudo de ciências naturais, localizada no remoto Extremo Oriente Russo, na costa da península de Kamchatka. Foi criada em 1934 e atualmente abrange uma área de 10 990 km2. Tem também a única bacia de geisers da Rússia, além de várias cadeias montanhosas com numerosos vulcões, tanto activos como extintos. Devido a seu clima frequentemente gélido e sua mistura dos vulcões e dos geisers, é descrito frequentemente como "A Terra do Fogo e do Gelo".
É acessível apenas aos cientistas e aproximadamente 3000 turistas anualmente, que pagam uma taxa de quase 700 euros (em rublos) para viajar de helicóptero para uma visita de um único dia. A reserva natural de Kronotsky foi proclamada património mundial pela UNESCO.

## Flora e Fauna
Mais de 750 espécies de plantas crescem na reserva, que tem vulcões subindo até uma altura de mais de 3510 metros.
A reserva natural possui mais de 800 ursos-pardos, sendo alguns dos maiores do mundo, crescendo mais de 540 kg. A população de mais de 800 habitantes torna a maior população protegida de ursos pardos da Eurásia. Os ursos na reserva de Kronotsky encontram-se frequentemente em rios de salmão.

## Vale dos Géisers
Dentro do vale, um cone vulcânico desmoronou à aproximadamente 40 000 anos, formando a caldeira de Uzon, que continua a ter vapor nos lugares onde o magma aquece a água subterrânea a uma fervura próxima. A área tem menos de oito milhas de largura e detém pelo menos 500 fontes termais geotérmicas, depósitos de barro e outras características semelhantes.
Entre os géisers está o geiser de Velikan (gigante), que entra em erupção com toneladas da água a cada, aproximadamente, seis horas. Pelo menos 20 desses géiseres entram em erupção em um trecho da bacia do Rio Geisernaia no Vale dos Géiseres, juntamente com dezenas de pequenos jactos de água e centenas de fontes termais. O maior destes géisers entra em erupção com 60 toneladas de água, uma ou duas vezes por ano.